# Spilogona atrisquamula
Spilogona atrisquamula är en tvåvingeart som beskrevs av Willi Hennig 1959. Spilogona atrisquamula ingår i släktet Spilogona och familjen husflugor. Arten är reproducerande i Sverige. Inga underarter finns listade i Catalogue of Life.